# 3-й Індустріальний провулок (Житомир)
3-й Індустріальний провулок — провулок у Богунському районі міста Житомира.    

## Характеристики
Бере початок від 1-го Індустріального провулка, прямує з півдня на північ та завершується на вулиці Тараса Бульби-Боровця. Довжина — 200 м.    
Від провулку бере початок Індустріальний проїзд.   
Забудова — садибна житлова, що сформувалася у 1950-х роках.   

## Історія
Провулок виник у 1950-х роках. Отримав назву у 1958 році.   
Провулок розташований на теренах колишнього хутора Видумка при Крошні. Станом на 1915 рік там, де нині розташований початок провулка, паралельно 1-му Індустріальному провулку проходила межа між землями, підпорядкованими місту та селом Крошня.